# Trzebiel Gródek
Trzebiel Gródek – zlikwidowany przystanek kolejowy w Trzebielu na linii kolejowej nr 365 Stary Raduszec – Bad Muskau, w powiecie żarskim, w województwie lubuskim, w Polsce.